# Derrumbe del techo de un supermercado en Riga
El derrumbe del techo de un supermercado en Riga tuvo lugar en un local de Maxima ubicado en la calle Priedaines, 20, Zolitūde, Riga, Letonia el 21 de noviembre de 2013 a las 17:41 hora local. El desastre mató a 54 personas, entre ellas tres trabajadores de rescate, mientras que otros 39 resultaron heridos y recibieron atención médica. Un número indeterminado de personas fueron capaces de salir de la tienda por su cuenta después de la caída inicial. Este fue el peor desastre en Letonia desde 1950, cuando el barco de vapor Mayakovsky se hundió en Riga, que causó la muerte de 147 personas.

## Visión general del edificio
El edificio fue terminado el 3 de noviembre de 2011. El diseño arquitectónico fue por Zane Kalinka y Andris Kalinka desde el estudio de arquitectura local del KUBS. Fue desarrollado por Homburg Valda y construido por la empresa Re&Re. Cuando el edificio estuvo terminado, ganó el premio al Edificio Letón del Año. Varios meses antes de su apertura, se produjo un incendio en el mercado en el que nadie resultó herido. En el momento de la caída, había obras en construcción en el lugar, también por Re&Re. El área del supermercado era de 4750 m² (51 100 pies cuadrados), y el coste de construcción en torno a 1,4 M €. La parte del edificio donde se encuentra el supermercado Maxima es propiedad de SIA Tineo, pero originalmente era propiedad de The Homburg Group, que todavía posee el edificio de apartamentos contiguo. Tineo es una empresa offshore propiedad del grupo Maxima, una cadena minorista con operaciones principalmente en los estados bálticos propietaria del supermercado «Maxima XX» en el edificio. La compañía afirmó inicialmente que era un inquilino del edificio. El edificio también contiene un banco, un salón de belleza, un puesto de cambio de divisas, tienda de un quiosco y una tienda de mascotas.
El edificio tenía un techo verde, solo una parte de lo que se había construido. Estaba previsto que habría una capa de tierra vegetal de 20-30 centímetros (7,9 a 12 pulgadas) de espesor en el techo; pequeños lugares de recreo con bancos, conectados por caminos adoquinados, se planificaron residencias de apartamentos que eran parte del mismo complejo del edificio. Antes de la caída, la construcción del techo verde estaba en marcha, al igual que la construcción de un aparcamiento subterráneo en el sótano, destinada a los residentes del edificio.